# Chionanthus broomeana
Espèce
Chionanthus broomeana, le Cœur bleu ou Bois de cœur bleu, est une espèce de plantes à fleurs de la famille des oléacées. C'est un arbre endémique de l'archipel des Mascareignes, dans le sud-ouest de l'océan Indien. Il est notamment présent à la Réunion.

## Description
Dans certaines régions de la Réunion, comme au Tévelave, il est aussi appelé « bois de gaïac ».
Il n'a pas une forme type permettant de le reconnaître facilement du premier coup d’œil.
Il existe au moins deux variétés de cette espèce :
- le bois de cœur bleu des hauts, dont le nom scientifique est cordemoya ; on le trouve généralement vers 1000 mètres d'altitude.
- le bois de cœur bleu des bas, dont le nom scientifique est cyanocarpa[1]; on le trouve communément à 400 mètres d'altitude.

Le bois de cœur bleu est un  arbre pouvant atteindre 19 mètres de hauteur. Son écorce est de couleur gris foncé, les ramilles sont lenticelées. Ses feuilles sont réparties de manière simple, opposées, entières et ont une présence de domaties. Il produit des fleurs de couleurs bleu foncé donnant par la suite des fruits contenant une seule graine. C'est un arbre rustique, il pousse très facilement, la germination et le repiquage ne posent aucun problème.

## Utilisation
Ce bois est un bois de construction apprécié par l'industrie du charronnage.